# Kanton Saint-Germain-en-Laye-Nord
Kanton Saint-Germain-en-Laye-Nord (fr. Canton de Saint-Germain-en-Laye-Nord) je francouzský kanton v departementu Yvelines v regionu Île-de-France. Skládá se ze dvou obcí.

## Obce kantonu
- Achères
- Saint-Germain-en-Laye (severní část)